# Tropique de la violence (film)
Pour plus de détails, voir Fiche technique et Distribution.
Tropique de la violence est un film dramatique français réalisé par Manuel Schapira et sorti en 2022.

## Fiche technique
- Titre original : Tropique de la violence
- Réalisation : Manuel Schapira
- Scénario : Manuel Schapira et Delphine de Vigan
- Musique : Olivier Marguerit
- Décors : Pauline Thomas
- Costumes : Paula Demarco et Élise Bouquet
- Photographie : Benoît Soler
- Montage : Lilian Corbeille
- Producteur : Carole Lambert
- Sociétés de production : France 2 Cinéma et Windy Production
- Société de distribution : Memento Films International et Tandem
- Pays :  France
- Langue originale : français
- Format : couleur — 2,35:1
- Genre : drame
- Durée : 92 minutes
- Dates de sortie :
  - France : 23 mars 2022

## Distribution
- Gilles-Alane Ngalamou Hippocrate : Moïse
- Céline Sallette : Marie
- Dali Benssalah : Stéphane
- Fazal Bacar-Moilim : Bruce
- Madi Onrwa : La Teigne
- Elanique Ali : Nasse
- Moussa Chamoueni : Chakri
- Nawirou Djanfar : Ouirlax

## Production
Le film a été tourné à Mayotte et à La Réunion.